# Die Zürauer Aphorismen
Die Zürauer Aphorismen sind 109 Aphorismen von Franz Kafka, die vom September 1917 bis zum April 1918 entstanden. Max Brod stellte sie unter den Titel „Betrachtungen über Sünde, Hoffnung, Leid und den wahren Weg“.

## Entstehung
Nach Ausbruch seiner Tuberkulose im August 1917 siedelte Kafka einige Monate zur Erholung in das kleine böhmische Dörfchen Zürau über, wo seine Schwester Ottilie „Ottla“ Kafka landwirtschaftlich arbeitete. Er fühlte sich dort besonders wohl und bezeichnete es später als „die vielleicht beste Zeit seines Lebens“, wohl auch weil alle Verantwortung gegenüber Beruf, Eltern oder Frauen wegfielen.
Kafka hatte beschlossen, dort nicht literarisch zu arbeiten. Er führte allerdings Tagebuch und Oktavhefte. Aus den Notizen dieser Hefte hat Kafka 109 durchnummerierte Textstücke herausgelöst. Diese Aphorismen wurden 1931 im Verlag Kiepenheuer unter dem o. g. von Max Brod gewählten Titel erstmals veröffentlicht.

## Inhalt
Die Aphorismen stellen strenge Reflexionen metaphysischer Themen dar. Die Themen sind u. a. das Gute und das Böse, Wahrheit und Lüge, Entfremdung und Erlösung, Tod und Paradies. Es sind die einzigen Texte Kafkas, die sich direkt mit theologischen Themen beschäftigen. Die enthaltenen philosophischen Überlegungen sind angeregt von der Ideenwelt Schopenhauers, insbesondere von Die Welt als Wille und Vorstellung, sowie von Kierkegaards Sündenfall-Interpretationen.
Die einzelnen Aphorismen verbindet nichts untereinander, manche haben erzählenden Charakter, andere bieten einzelne Bilder oder stellen Parabeln dar.

## Zitateauswahl
- 1 – „Der wahre Weg geht über ein Seil, das nicht in der Höhe gespannt ist, sondern knapp über dem Boden. Es scheint mehr bestimmt stolpern zu machen, als begangen zu werden.“
- 13 – „Ein erstes Zeichen beginnender Erkenntnis ist der Wunsch zu sterben. Dieses Leben scheint unerträglich, ein anderes unerreichbar. Man schämt sich nicht mehr, sterben zu wollen; man bittet aus der alten Zelle, die man haßt, in eine neue gebracht zu werden, die man erst hassen lernen wird. Ein Rest von Glauben wirkt dabei mit, während des Transportes werde zufällig der Herr durch den Gang kommen, den Gefangenen ansehn und sagen: ‚Diesen sollt Ihr nicht wieder einsperren. Er kommt zu mir.‘ “
- 16 – „Ein Käfig ging einen Vogel suchen.“
- 26 – „Es gibt ein Ziel, aber keinen Weg; was wir Weg nennen, ist Zögern.“
- 34 – „Sein Ermatten ist das des Gladiators nach dem Kampf, seine Arbeit war das Weißtünchen eines Winkels in einer Beamtenstube.“
- 88 – „Der Tod ist vor uns, etwa wie im Schulzimmer an der Wand ein Bild der Alexanderschlacht. Es kommt darauf an, durch unsere Taten noch in diesem Leben das Bild zu verdunkeln oder gar auszulöschen.“
- 109 – „Es ist nicht notwendig, daß Du aus dem Haus gehst. Bleib bei Deinem Tisch und horche. Horche nicht einmal, warte nur. Warte nicht einmal, sei völlig still und allein. Anbieten wird sich Dir die Welt zur Entlarvung, sie kann nicht anders, verzückt wird sie sich vor Dir winden.“

## Rezeption
- Alt (S. 467): „Auch hier wird die negative Dimension von Kafkas Lebensbegriff sichtbar, die von der Auffassung getragen bleibt, daß sich das Individuum zwangsläufig in Selbsttäuschung, Lüge und Betrug verstricken müsse, wenn es nach einer Verbesserung seiner irdischen Lage strebe.“
- Stach (S. 252): „Vieles bleibt fragmentarisch: immer wieder vereinzelte, ins Leere laufende Sätze, dazwischen aphoristisch aufblitzende, bildhaft-eindringliche Formulierungen, unterbrochen wiederum von diffusen und unvermittelt abbrechenden Suchbewegungen, die Kafka durch Querstriche rigide voneinander trennt.“[9]

## Ausgaben
- Franz Kafka. Die Zürauer Aphorismen. Herausgegeben von Roberto Calasso. Suhrkamp, Frankfurt am Main 2006, ISBN 978-3-518-22408-3.
- Franz Kafka. Nachgelassene Schriften und Fragmente II. Herausgegeben von Jost Schillemeit. S. Fischer, Frankfurt am Main 2002, ISBN 3-596-15700-5, S. 113–140.
- Franz Kafka. „Du bist die Aufgabe.“ Aphorismen. Herausgegeben, kommentiert und mit einem Nachwort von Reiner Stach. Wallstein, Göttingen 2019, ISBN 978-3-8353-3510-3.

## Sekundärliteratur
- Manfred Engel: Zürauer Aphorismen. In: Manfred Engel, Bernd Auerochs (Hrsg.): Kafka-Handbuch. Leben – Werk – Wirkung. Metzler Verlag, Stuttgart/Weimar 2010, ISBN 978-3-476-02167-0, S. 281–292.
- Roberto Calasso: Die verhängte Herrlichkeit. i. R. des Bandes Franz Kafka – Die Zürauer Aphorismen.
- Peter-André Alt: Franz Kafka. Der ewige Sohn. Eine Biographie. Verlag C. H. Beck, München 2005, ISBN 3-406-53441-4.
- Reiner Stach: Kafka. Die Jahre der Erkenntnis. S. Fischer, Frankfurt a. M. 2008, ISBN 978-3-10-075119-5.
- Harald Münster: Das Buch als Axt. Franz Kafka differenztheoretisch lesen. Peter Lang, Frankfurt a. M. 2011, ISBN 978-3-63161133-3, S. 59–73.